# Nuestra Señora del Mayor Dolor de Mérida
Nuestra Señora del Mayor Dolor es una obra del imaginero sevillano Manuel Echegoyán realizada en 1947 y venerada en la Basílica de Santa Eulalia de Mérida. La Virgen tiene devoción y arraigo siendo una de las más famosas de la ciudad. Realiza su estación de penitencia durante la Semana Santa emeritense en la noche del Miércoles Santo, Jueves Santo y Domingo de Resurrección. El nombre oficial y completo de la hermandad a la que pertenece la talla es: Cofradía de Nuestro Padre Jesús Nazareno, Santísimo Cristo de los remedios y Nuestra señora del Mayor Dolor, teniendo también como titular a Jesús Resucitado, aunque no se encuentre presente en el nombre de la cofradía según los estatutos de esta. La Cofradía de Nuestra señora del Mayor Dolor es una cofradía católica de Mérida, Extremadura, España. 
Nuestra Señora del Mayor Dolor es una talla de candelero realizada en 1947 por Manuel Echegoyán y posteriormente restaurada por en 1981 por el escultor sevillano Luis Álvarez Duarte.

## Historia

### Autoría de la imagen

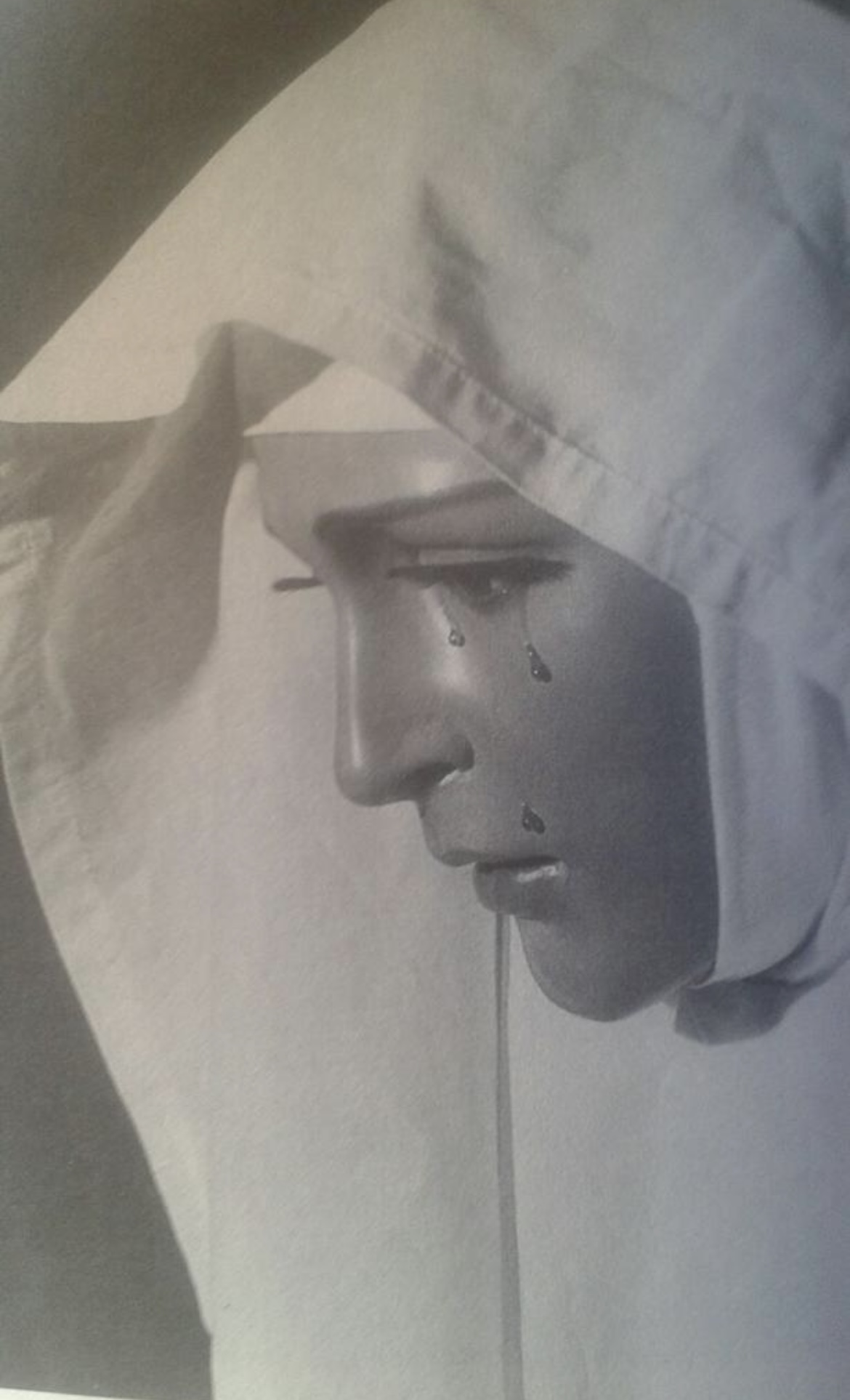
Nuestra Señora del Mayor Dolor tras su restauración por Luis Álvarez Duarte.

La talla que aquí nos ocupa, Nuestra Señora del Mayor Dolor, fue adquirida en 1947 por la entusiasta Junta Directiva de la hermandad para sustituir a otra Dolorosa, de tamaño más pequeño.
La imagen fue encargada a un artista de renombre, el académico y escultor sevillano Manuel Echegoyán González, avanzado en la época a veces llegó al informalismo, que supo plasmar en la factura de sus obras excelente oficio y delicado gusto, apartándose un tanto del Neobarroco Sevillano, tan en boga en la época.

### Reformas de Luis Álvarez Duarte
Su aspecto original es hoy irreconocible por la acertada intervención, realizada en 1981, por el sevillano Luis Álvarez Duarte, que ocupó al rostro y cuello, suprimiendo la primitiva mirada fija, de angustia repentina, por otra más juvenil, de serena resignación, que ahora conserva, a base de bajar las cejas y redondear el rostro.

## Descripción

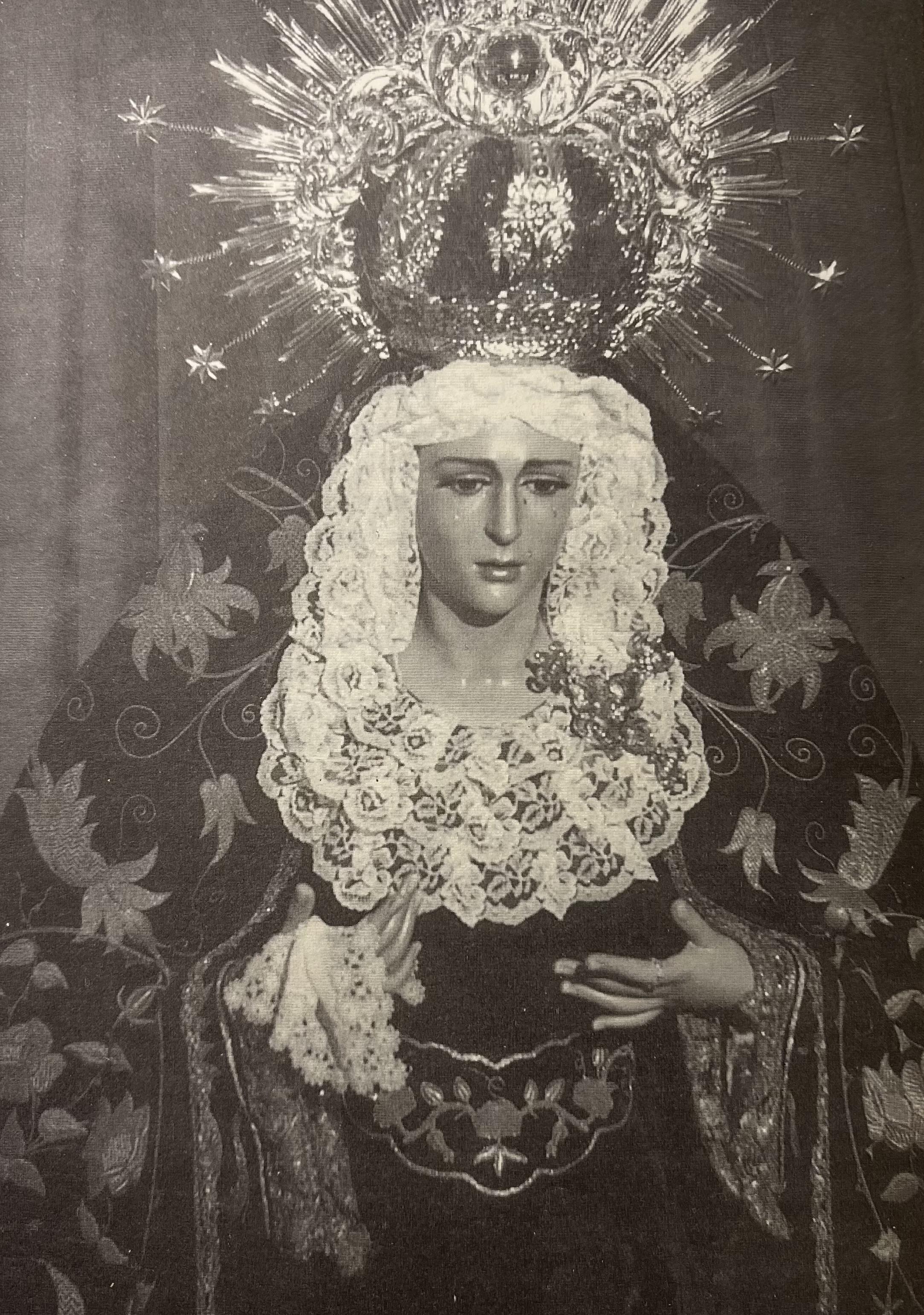
Imagen de Nuestra Señora del Mayor Dolor en 1992.

La talla de la Santísima Virgen, trabajada en pasta de madera policromada, representa el rostro de la Mater Dolorosa, joven y natural, captado en un momento de angustia y dolor contenido.
Su dolor es intenso y agotador, pero sin perder nunca la resignación y la conformidad ante el terrible drama que se desarrolla a sus ojos.
El óvalo de la cara, enmarcado por una toca de encaje, es trianguliforme, de facciones nítidamente marcadas, y sus ojos, trabajados en pasta vítrea, dominan la uniformidad cromática del rostro, de policromía cálida, con un brillo especial, como consecuencia del llanto que los moja.
La expresión de María es de intensa dulzura. La mirada algo baja, perdida al infinito, con el trazo lineal de sus cejas levemente curvadas en los extremos, nos transmite sentimiento y a la vez serenidad; la boca, con los labios entreabiertos, lo que permite la visión de la lengua y ambas hileras de dientes, es quizá el elemento que otorga mayor patetismo a la expresión de la figura.
Las manos, casi afrontadas, con la palma extendida, terminan en unos dedos ligeramente incurvados de proporciones estilizadas, como corresponde a la juventud de la señora, que sostienen habitualmente un pañuelo y un rosario.

## Salidas procesionales

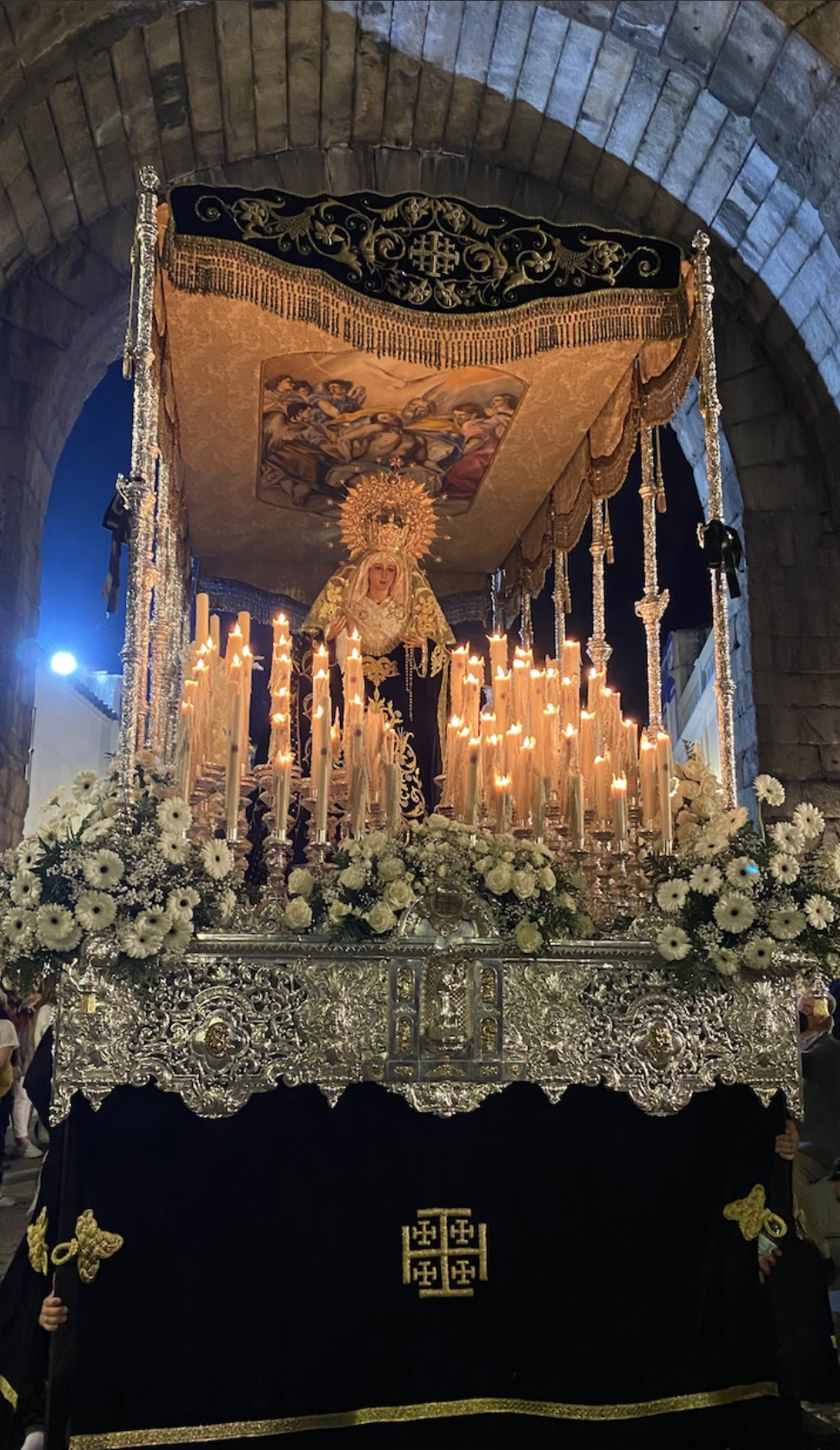
Detalles del paso de Palio de Nuestra Señora del Mayor Dolor.

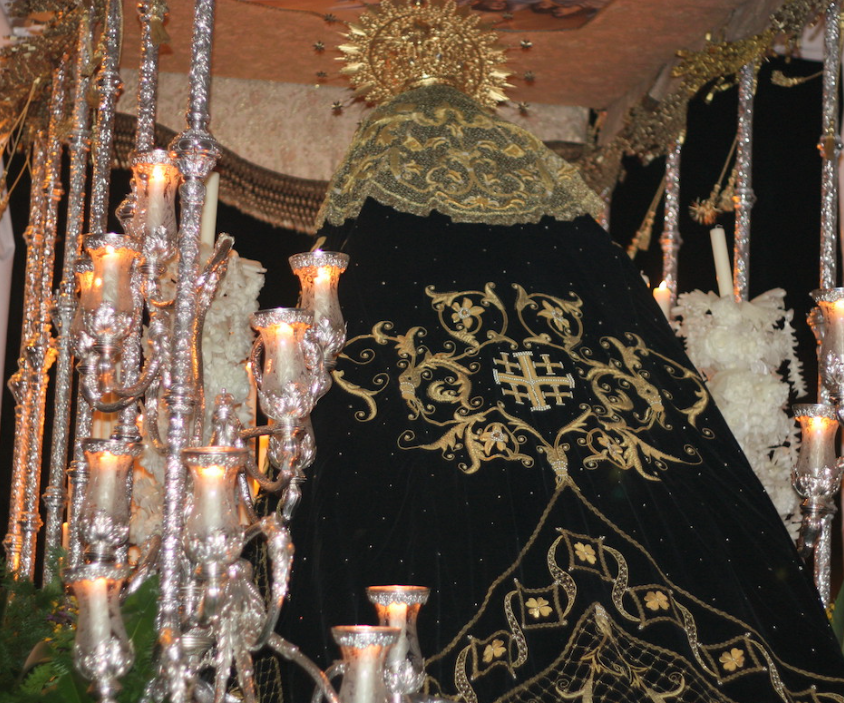
Detalles de la trasera del paso de Palio de Nuestra Señora del Mayor Dolor

Para los desfiles procesionales, Nuestra Señora del Mayor Dolor se dispone en su paso de Palio formado por candelería, varales y respiraderos en plata en cuya hornacina delantera está la imagen de Jesús Nazareno (titular de la cofradía) y en las laterales la Virgen de Guadalupe y Santa Eulalia. Las hornacinas están flanqueadas por los bustos de los evangelistas en metal dorado. El manto, las bambalinas y los faldones son de terciopelo negro con bordados en oro, plata y pedrería, con motivos florales y los emblemas de la cofradía (cruz de Jerusalén). En la gloria del palio lleva una pintura del Greco alusiva al entierro de Cristo, teniendo por título: La Trinidad siendo esta una réplica muy exacta de la obra que hoy podemos encontrarnos en el museo del Prado. El paso va iluminado con una candelería de plata de 72 piezas de estilo neobarroco y dos candelabros de cola. 
Sus desfiles procesionales tienen lugar en la Semana Santa de Mérida el Miércoles Santo junto a Nuestro Padre Jesús Nazareno, el Jueves Santo acompañando al Santísimo Cristo de los Remedios y el Domingo de Resurrección acompañando a Jesús Resucitado.

## Vestimentas

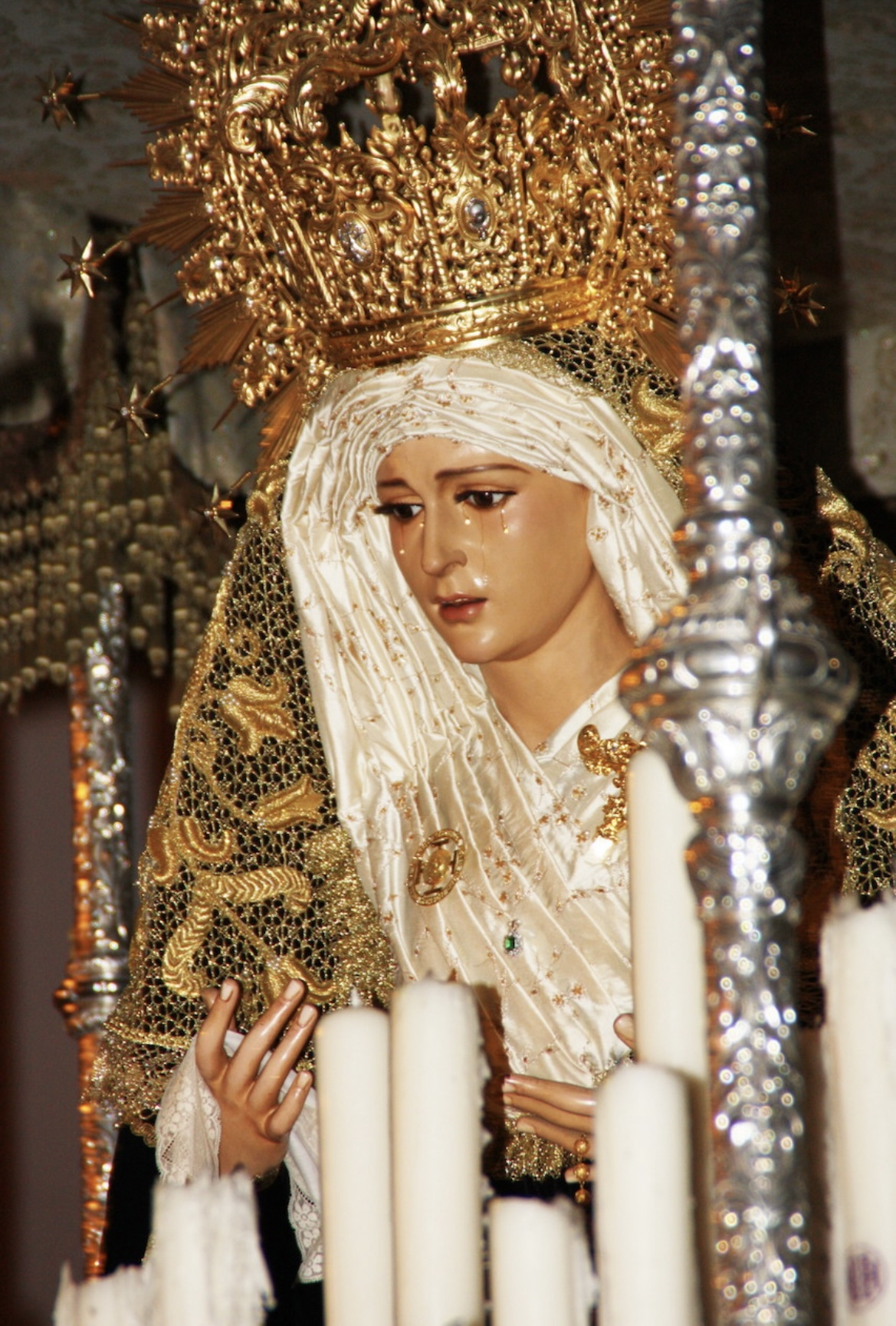
Nuestra Señora del Mayor Dolor ataviada de Reina para su estación de penitencia del Jueves Santo de 2012.

Durante el año Nuestra Señora del Mayor Dolor luce distintos atuendos conforme al momento del culto en que se encuentra la imagen:
- Para su triduo, besamanos y estación de penitencia, es ataviada de Reina.
- Para la Cuaresma y tiempo de Adviento, se le atavía de hebrea.
- En el mes de noviembre Nuestra Señora del Mayor Dolor es vestida luto.
- Para el tiempo de la Pascua de Resurrección se viste de Blanco.

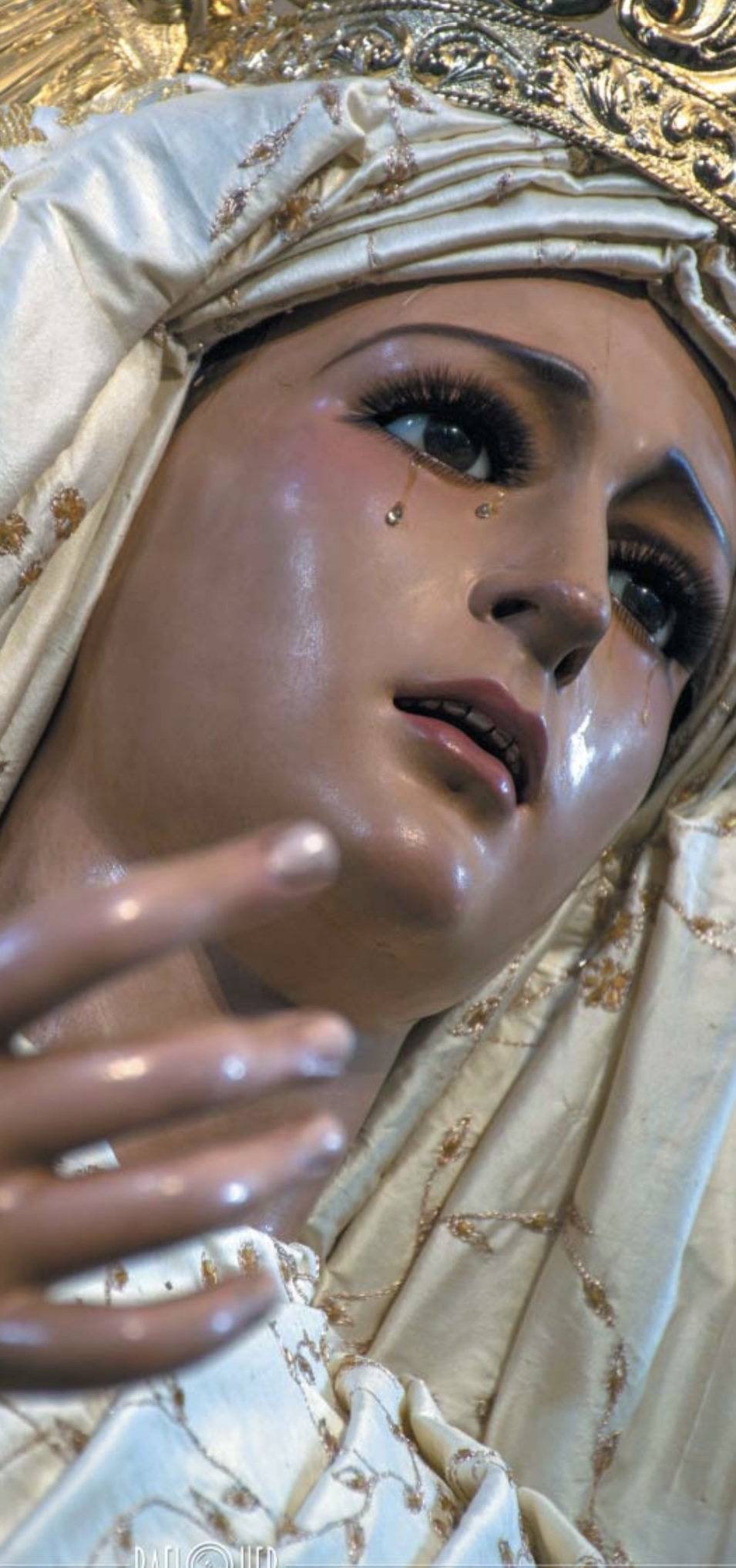
Detalles del rostro de Nuestra Señora del Mayor Dolor

Aparece revestida al modo sevillano, saya con mangas bordadas en la parte baja más toca o mantilla en torno al rostro que se recoge en el pecherín, del que pende el puñal alusivo al dolor que le traspasa el corazón en el cual se engarzaron gran cantidad de brillantes, esmeraldas y otras piedras preciosas que formaban parte del ajuar donado a la Virgen. Sobre el tocado se sostiene el manto que se ciñe a la cabeza y la cintura, portando sobre la cabeza corona como atributo de su divinidad, equiparada a la de los reyes de la Tierra.

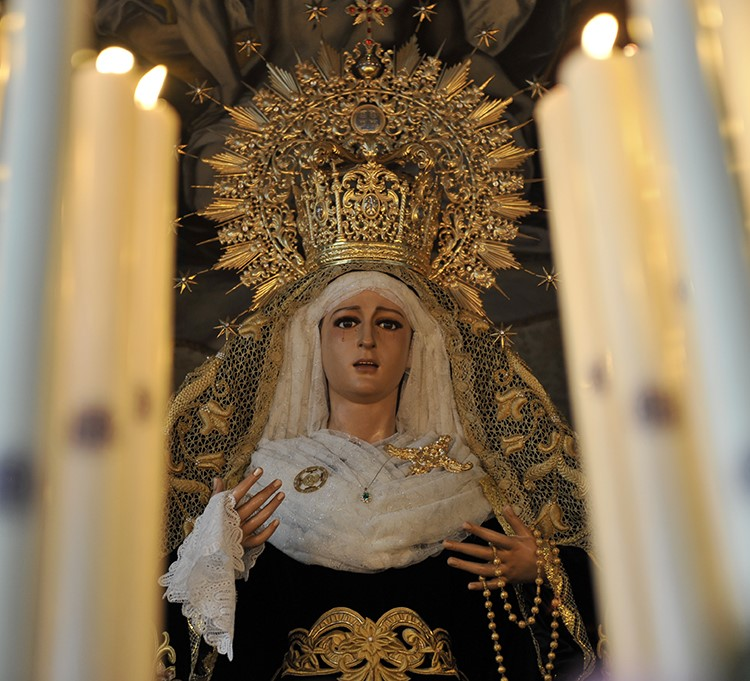
Nuestra Señora del Mayor Dolor en su estación de penitencia en 2018.

Como es habitual en este tipo de tallas, Nuestra Señora del Mayor Dolor viste saya y manto negro, típica indumentaria de las viudas españolas del siglo XVI, puesta de moda por Isabel de Valois, tercera esposa de Felipe II. La saya, compuesta por un pecherín suelto con mangas y una especie de delantal profusamente adornados, se ajusta a la cintura con un fajín, manifestación externa de la virginidad de María, y se complementa con un tocado, versión andaluza del schebisim judío, formado a su vez con una mantilla española, velo de tul o tejido de raso. Dependiendo de la etapa del año la imagen de Nuestra Señora del Mayor Dolor puede ser ataviada de hebrea (en Cuaresma) o de gloria (en la Pascua de Resurrección).
El manto, por fin, profusamente bordado en oro, plata y pedrería, con motivos florales y emblemas de la Cofradía, alusivos los primeros a las innumerables virtudes que adornan el alma de María, simboliza la acogida de María a todos sus hijos, en este caso representados por sus costaleros.
Este patrimonio y la personalidad de esta Bendita Imagen han sido el tributo que durante siglos han realizado en modo de ofrenda y devoción los hermanos de la Hermandad al más hermoso y discreto sagrario, mediadora de oraciones y todas las gracias ante Su hijo, nuestro Señor.

## Salidas extraordinarias

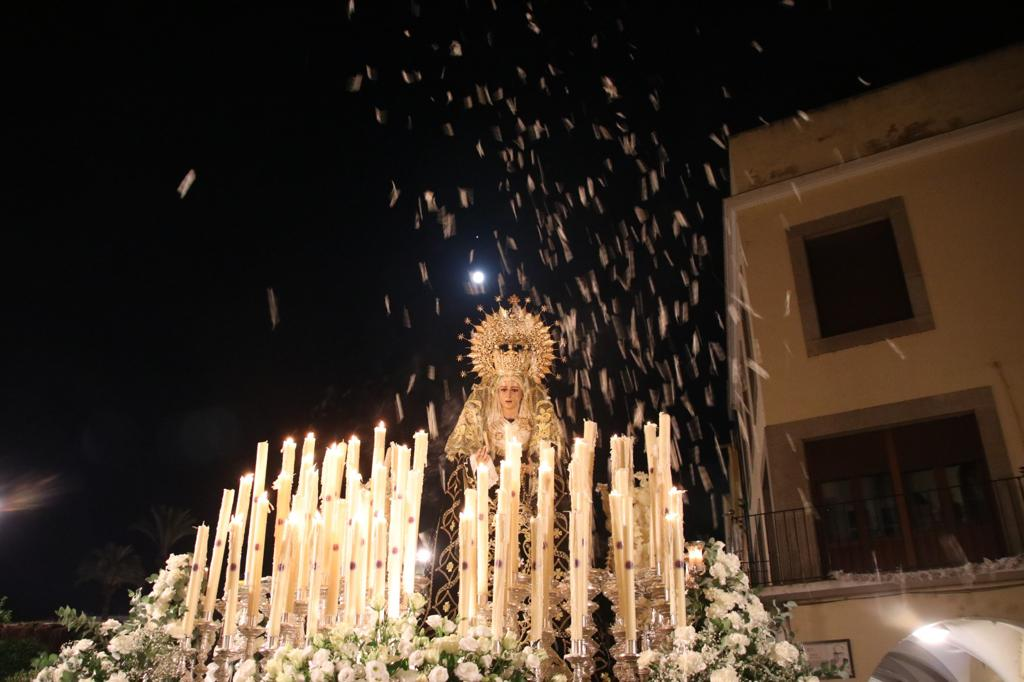
Petalá a Nuestra Señora del Mayor Dolor en su 75 aniversario.

A lo largo de los años desde inicios del siglo XX hasta la actualidad, la imagen de Nuestra Señora del Mayor Dolor ha realizado varias salidas procesionales fuera de la época de Semana Santa para celebrar diferentes conmemoraciones.
- El 8 de octubre de 2022, con ocasión del 75 aniversario de su llegada a la ciudad de Mérida. Procesionó por el centro de la ciudad tras un solemne besamanos, realizado el día anterior y una solemne misa para la celebración de esta efemérides. La imagen de Nuestra Señora del Mayor Dolor salió desde su templo en dirección a la Concatedral de Santa María la Mayor para otra vez regresar a su templo acompañada de fieles y devotos. El grupo joven de la cofradía, para esta extraordinaria ocasión decoró las calles de la ciudad con numerosas flores de papel, banderolas, balconeras...[3]